# 동말레이시아

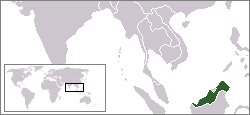
동말레이시아의 위치

동말레이시아(東말레이시아, 말레이어: Malaysia Timur 말레이시아 티무르[*])는 보르네오섬에 위치한 말레이시아 영토를 가리키는 용어이다. 전체 면적은 200,565km2, 인구는 약 5,770,000명(2010년 기준)인데 면적은 말레이시아 전체 면적의 약 61%, 보르네오섬 전체 면적의 약 27%를 차지하며 말레이시아 전체 인구의 약 20.4%를 차지한다.
인도네시아, 브루나이와 국경을 접하며 남중국해를 경계로 반도 말레이시아(서말레이시아)와 서로 떨어져 있다. 말레이시아에서 가장 높은 산인 키나발루 산이 위치한다. 석유와 천연 가스 등 천연 자원이 매장되어 있으며 말레이시아의 2개 주(사바주, 사라왁주)와 1개 연방 직할구(라부안)가 이 지방에 속한다.

## 역사
현재 이 지역의 일부분은 과거 브루나이 술탄령이었으나, 카다잔, 이반 등 다양한 부족들이 각자의 사회를 갖고 생활하고 있었다.
1658년 사바의 북동부 지역은 술루 술탄령이 되었으며, 사라왁의 대부분은 브루나이령이 되었다. 이후 19세기 중반 영국의 식민 지배를 받았는데, 타와우는 인도네시아의 칼리만탄과 더불어 네덜란드의 지배를 받았다. 1946년 이들은 영국의 식민지에서 제외됐으며, 구 칼리만탄의 일부였던 타와우가 북보르네오(사바)에 합병되었다. 그 후 브루나이는 1961년 말레이시아 연방에 가입했다가 1년만에 탈퇴했으며, 영국 보호령을 거쳐 1984년 주권국가로 독립했다. 사라왁과 사바는 1963년까지 영국의 보호령으로 있다가 각각 7월 22일과 8월 31일 주권국가로 독립했다.

## 독립 문제
사라왁과 사바는 각각 1963년 7월 22일과 1963년 8월 31일 주권국가로 독립했으나, 이는 당초 지도부가 영국으로부터 빨리 독립하려는 뜻으로 이루어진 것이었다. 곧바로 두 나라는 말레이시아에 강제로 합병되었으며, 숱한 부정부패와 폭력이 만연한 국민투표를 거쳐 9월 16일 출범한 말레이시아의 일원이 되었다. 결코 두 나라 민중들이 이루던 바가 아니었으며, 문제는 1965년 8월 9일 싱가포르가 독립하면서 더욱 불거진다.
당초 말레이시아 조약은 '모두가 함께 공존하는 말레이시아'를 목표로 했는데, 문제는 싱가포르가 나왔으니, '하나라도 나왔으니 더 이상 공존할 이유가 없다'로 해석되기도 한다. 하지만 이에 대해서는 논란이 많으며, 그 무렵 인도네시아의 사바 침공으로 두 자치주는 일단 말레이시아에 남아 있다가 후에 독립하려는 계획을 세웠다. 그러나 그것도 잠시, 두 자치주는 어느 날 아무런 통보도 없이 '주'로 단위가 바뀌었으며, 이후 정부의 철저한 통제를 받게 되었다.
말라야 지역에 위치한 말레이시아 연방정부는 두 주에 사람을 보내 일부 현지 주민들에게 무슬림으로 개종할 것을 강요했으며, 이 과정에서 심각한 인권 유린과 학살이라는 폭력을 자행했다. 심지어 이곳에는 풍부한 자원에도 불구하고 그 사용을 '로열티 지불 시에만 허락'할 정도로 철저히 통제해, 경제적 발전을 저해했다. 이 문제는 1976년 6월 6일 사바 주지사 툰 푸아드 스테픈 및 정부 각료 피터 모준틴 등이 타고 있던 비행기가 폭파해 탑승자 전원이 사망하는 사건이 발생하면서 불거졌는데, 일각에서는 이를 두고 다음과 같이 말한다.
"말레이시아 정부가 사바 주정부에 '석유 사용에 대한 로열티를 지불하라'고 명령했는데, 사바 정부가 이를 거부하자 이에 대한 보복으로 저질렀다."
그러나 이것은 그저 추측이자 일부 사람들의 주장일 뿐이며, 확실한 증거는 없다. 두 주에 대한 통제는 매우 철저해져, 이 지역은 오늘날 말레이시아에서 가장 가난한 주의 하나로 남아있다.
현재 이 지역에서는 독립을 하려는 움직임이 있다. 사바, 사라왁의 독립을 주장하는 단체 "사바-사라왁이 말레이시아를 떠나다(Sabah Sarawak Keluar Malaysia; SSKM)"는 최근 독립투쟁을 강화했으며, 이 지역에 앞으로 어떤 변화가 있을지는 아무도 모른다. 하지만 두 지역의 독립을 위한 준비는 아직 아무것도 되지 않았으며, 설상 독립하더라도 어떠한 부작용이나 역풍이 있을 지도 아무도 모른다. 특히 사바의 경우, 독립 후 필리핀 남부의 술루족의 침공이 우려될 수 있어, 철저한 준비가 필요하다고 본다. 또한 과거 사바였다가 연방특별구로 승격된 라부안의 경우, 두 지역의 독립 시 어떻게 해야 하는 가도 논란이 있다.